# Réserve nationale Sophie de Kiev
La réserve naturelle nationale « Sophie de Kiev » (en ukrainien : Національний заповідник «Софія Київська») est une réserve historique et architecturale d'importance nationale en Ukraine. 
Fondée en 1934 sur le territoire du monastère de Sainte-Sophie, en 1994, elle a acquis le statut national.

## Composition
Les monuments principaux de la réserve nationale « Sophie de Kiev » sont les suivants :
- La cathédrale Sainte-Sophie (Kiev, XIe siècle) et l'ensemble architectural des bâtiments monastiques (XVIIIe siècle) dans sa cour.
- L'église Saint-Cyril (Kiev, XIIe siècle)
- L'église Saint-André (Kiev, XVIIIe siècle)
- La Porte dorée (Kiev, XIe siècle)
- La forteresse de Soudak (Crimée, ensemble de monuments des VIe — XVe siècles)

Environ 60 imposants monuments de la réserve naturelle sont regroupés dans 5 musées : musée Sainte-Sophie, le musée de l'église Saint-Cyril, l'église Saint-André, la Porte d'Or, La forteresse de Soudak.

## Histoire
La réserve « Sophie de Kiev » est créée par décret du gouvernement de la RSS d'Ukraine en 1934 et comprenait initialement la cathédrale Sainte-Sophie et son clocher. En mai 1935, le musée est ouvert aux visiteurs.
Immédiatement après sa fondation, des recherches approfondies et des travaux de réparation et de restauration sont effectués, un fonds scientifique et un service d'excursions sont organisés. Dans les années 1950, la restauration de l'architecture de Sainte-Sophie est largement achevée avec, en particulier, un ensemble de peinture murale de la première moitié du XIe siècle.
Dans les années 1970 des recherches architecturales et archéologiques sur les structures monastiques du XVIIIe siècle sont entreprises dans la cour de la cathédrale Sainte-Sophie.
En 1990 la Cathédrale Sainte-Sophie et l'ensemble des structures monastiques du XVIIIe siècle ont été inscrits sur la liste du patrimoine mondial de l'UNESCO. 
La réserve historique et architecturale d'État "Musée Sophie" obtient le statut de réserve nationale en 1994.
Depuis sa création, la réserve a été réorganisée plusieurs fois. D'autres sites d'importance mondiale ont été inclus dans son aire de préservation : la Porte d'orée, l'église de Saint-Cyrille et église de Saint-André à Kiev, et Forteresse de Soudak en Crimée.
Le 18 octobre 2014, une partie de la clôture de briques de 5 mètres des années 1960 s'est effondrée sur le territoire de Sofia Kyivska.